# Елвънкинг
Елвънкинг (Elvenking) е фолк/пауър метъл група от Сачиле, Италия.

## История
Групата Елвънкинг е създадена през 1997 година от приятелите Айден и Ярден, басиста Саргон и барабаниста Франческо Анселми. Момчетата записват своите първи четири песни. Няколко месеца по-късно Анселми напуска групата. Саргон представя своя приятел Диего Лукезе за барабанист. Момчетата обявяват конкурс за вокалист на групата и избират 17-годишния Дамна.

## Дискография
- Heathenreel(2001)
- Wyrd(2004)
- The Winter Wake(2006)
- The Scythe(2007)
- From Blood to Stone-песен
- Two Tragedy Poets (...and a Caravan of Weird Figures) (2008)
- Red Silent Tides(2010)
- Era(2012)
- Elvenlegions-песен
- The Pagan Manifesto(2014)
- The Night of Nights – Live(2015)[2]